# Nikoljsk
Nikoljsk (ruski: Никольск) je gradić u Vologodskoj oblasti u Rusiji. Nalazi se na 59° 33' sjeverne zemljopisne širine i 45° 31' istočne zemljopisne dužine, na obali rijeke Juga, pritoke Suhona, 442 km od Vologde.
Broj stanovnika: 9.200 (2001.)

## Povijest
Grad je utemeljen u 15. stoljeću, pod nazivom Nikoljskij pogost (ruski: Никольский погост ) odnosno Nikoljskaja sloboda (ruski: Никольская слобода). Ime je dobila po tamošnjoj crkvi. U 18. stoljeću, točnije, 1780. godine, selo Nikoljskoje (ruski: Никольское) je dobilo gradski status.
Vremenska zona: Moskovsko vrijeme